# Université de M'Sila
 (février 2021).
L'université de M'Sila - Mohamed Boudiaf est une université publique algérienne située à M'Sila en Algérie.

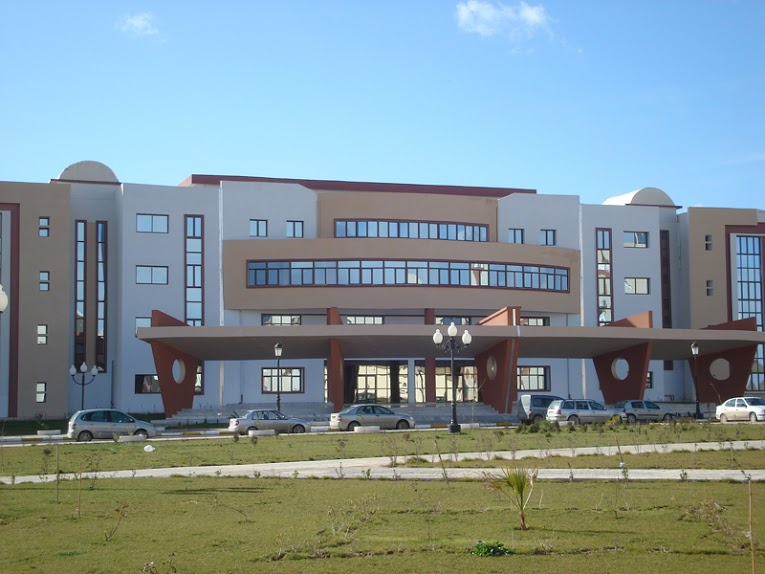
La faculté de technologie

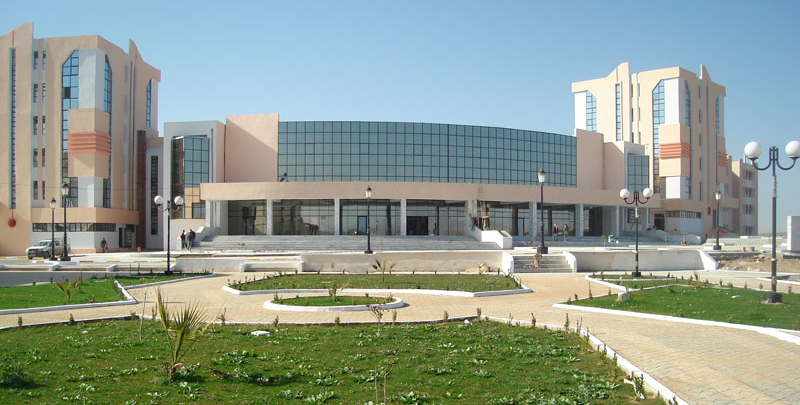
La faculté des mathématiques et d'informatique

## Historique
L'établissement a débuté en 1985 par l'ouverture d'un institut d'enseignement supérieur en mécanique, suivi en 1989 par ceux de génie civil et de gestion des techniques urbaines. En 1992, il est devenu centre universitaire et, en 2001, il a accédé au statut d'université avec quatre facultés et 23 départements. Selon les statistiques de l'université pour l'année 2013,  le nombre de facultés et d'instituts, a augmenté à 7 et 2 respectivement. Cependant, le nombre de laboratoires de recherche au sein de l'établissement et qui sont agréés par le ministère de l'Enseignement supérieur et de Recherche scientifique a augmenté de 7 à 23 laboratoires.
L'université de M'Sila peut accueillir 36 217 étudiants et dispose de 10 000 lits en résidence universitaire.
L'établissement porte le nom de Mohamed Boudiaf.

## Organisation

### Facultés et instituts
L'université de M'Sila est composée de sept facultés et de deux instituts[réf. souhaitée] :
- Faculté des sciences
- Faculté des mathématiques et d’informatique
- Faculté de technologie
- Faculté des sciences économiques et de gestion
- Faculté des lettres et des langues
- Faculté de droit et des sciences politiques
- Faculté des sciences humaines et sociales
- Institut de Gestion des Techniques Urbaines (GTU)
- Institut des STAPS

### Recherche scientifique
Depuis le début des années 2000, l'université de M'Sila développe des projets de recherche dans différents domaines (mathématiques, physique, biologie, informatique, littérature, etc.).

#### Laboratoires de recherche
L'université de M'Sila dispose des laboratoires de recherche suivants :
- Laboratoire d'Apprentissage et le Contrôle Moteur (LACM)
- Laboratoire des Études Linguistique Théorique et Pratique (LELTP)
- Laboratoire d’Études en Sciences Commerciales (LESC)
- Laboratoire Life Skils (LLS)
- Laboratoire La poétique Algérienne
- Laboratoire  des programmes des Activités Physiques et Sportives Adaptées
- Laboratoire Planification des ressources humaines et l'amélioration des performances
- Laboratoire de La recherche en nouvelles sciences politiques
- Laboratoire Stratégies et Politiques Économiques en Algérie
- Laboratoire Études et Recherche sur la Révolution Algérienne
- Laboratoire de psychologie de Santé et du développement
- Laboratoire d'Analyse Fonctionnelle et  Géométrie des Espaces
- Laboratoire Analyse des signaux et des systèmes
- Laboratoire Communication et Société
- Laboratoire Développement des Géo matériaux (LDGM)
- Laboratoire d’Étude Histoire de Sociologie est des Changements Sociaux et Économiques (LEHSCSE)
- Laboratoire des Matériaux Inorganiques
- Laboratoire des  matériaux et mécanique des structures
- Laboratoire de Mathématiques Pures et Appliquées (LMPA)
- Laboratoire Physique et chimie des matériaux
- Laboratoire Synthèse Organique et Phytochimie
- Laboratoire Techniques urbaines et environnement
- Laboratoire de Génie Électrique

### Bibliothèque centrale
Elle comprend les services suivants :
- Service de l'acquisition.
- Service du traitement.
- Service de la recherche bibliographique.
- Service de l'orientation.